# イブニングジャーナル
『イブニングジャーナル』は、IBC岩手放送で2013年4月1日から2018年3月30日まで、平日 18:00 - 18:20に放送されていたラジオのニュース番組である。

## 番組概要
「岩手の“今”を考察!」をコンセプトに掲げ、キャッチフレーズは「明日の“いわて”が見えてくる」。同時間帯に生放送の情報番組が放送されるのは、帯番組としては『イヴニングナビゲーション』が終了した2008年3月以来、5年ぶりとなった。
この番組では、番組内で伝えたニュースをIBCの公式Twitter「@IBC_online」でツイートする。またリスナーが、ニュースに対する意見などを、ハッシュタグ#IBCradioをつけて、ツイートすると、番組内でツイート内容を紹介することがあった。また、電子メールやFAXでも意見を受け付ける。
この番組の新設により、平日18時台の『岩手日報IBCニュース』は消滅し、ニューストピックや天気予報は番組内コーナーで伝える形に変更された。スポンサーは定時ニュース時代のものを引き継いでいる。
2018年3月をもって5年間の放送を終え、該当時間帯は「岩手日報IBCニュース」に戻っている。

## キャスター
※番組終了時点。番組開始から1年間はIBCのアナウンサーが2人出演していたが、2014年4月以降は1人に変更となり、気象情報のみ他のIBCアナウンサーが担当する。
- 照井健（月曜 - 水曜）
- 加藤久智（木曜・金曜）

### 過去の出演者
- 土村萌（月曜 - 水曜、2013年4月 - 9月）
- 河辺邦博（月曜 - 水曜、2013年4月 - 2014年3月）
- 奥村奈穂美（水曜・木曜、2013年10月 - 2014年3月）
- 松原友希（月曜・火曜、2013年4月 - 2014年3月）
- 冨田奈央子（金曜、2013年4月 - 2014年3月）
- 佐藤宏邦[1]（月曜 - 水曜、2014年4月 - 2016年3月）